# Fannia subsimilis
Fannia subsimilis är en tvåvingeart som beskrevs av Ringdahl 1934. Fannia subsimilis ingår i släktet Fannia och familjen takdansflugor. Arten är reproducerande i Sverige. Inga underarter finns listade i Catalogue of Life.